# Sigard de Hainaut
Sigard, mort en 920, fut comte de Hainaut de 898 à 920.
Le comte de Hainaut Régnier au Long Col, conseiller de Zwentibold, roi de Lotharingie étant tombé en disgrâce, vit son comté de Hainaut retiré par le roi, qui le confia au comte Sigard.
 
Zwentibold fut tué lors d'une révolte en 900, mais Sigard conserva le Hainaut jusqu'à sa mort en 920.
 
De 921 à 924, le Hainaut fut gouverné par Enguerrand II, parent d'Enguerrand Ier, comte de Gand, de Courtrai et de Tournai. En mai 924, le comté retourna à Régnier II de Hainaut, fils de Régnier au Long Col.